# Fathers' Day
Fathers' Day is een Amerikaanse film uit 1997 geregisseerd door Ivan Reitman. De hoofdrollen worden vertolkt door Robin Williams en Billy Crystal. De film is een remake van de Franse film Les compères met Gérard Depardieu uit 1983.

## Verhaal
Scott Andrews, de zoon van Colette Andrews, is van huis weggelopen. Ze schakelt daarom twee ex-vrienden in, Dale en Jack, om hem terug te vinden. Ze vertelt hen alle twee dat ze de vader zijn van de teenager. Wanneer de twee elkaar tegenkomen en ontdekken wat er aan de hand is, werken ze samen om de jongen terug te vinden en om te weten te komen wie de echte vader is.

## Rolverdeling
| Acteur              | Personage          |
| ------------------- | ------------------ |
| Robin Williams      | Dale Putley        |
| Billy Crystal       | Jack Lawrence      |
| Julia Louis-Dreyfus | Carrie Lawrence    |
| Nastassja Kinski    | Collette Andrews   |
| Charlie Hofheimer   | Scott Andrews      |
| Bruce Greenwood     | Bob Andrews        |
| Dennis Burkley      | Calvin the Trucker |
| Haylie Johnson      | Nikki Trainor      |
| Charles Rocket      | Russ Trainor       |
| Patti D'Arbanville  | Shirley Trainor    |

## Prijzen en nominaties
1998 - Razzie Award
- Genomineerd: Slechtste vrouwelijke bijrol (Julia Louis-Dreyfus)

## Trivia
- Mel Gibson speelt een kleine rol als Scott, een body piercer.